# Honorat d'Amiens
Per a d'altres sants anomenats Honorat, vegeu: Sant Honorat
Honorat d'Amiens (Honoré, de vegades Honorius, Honortus) (mort el 16 de maig, ca. 600) va ser el setè bisbe d'Amiens. La seva festivitat se celebra l'aniversari de la seva mort, el 16 de maig. És el patró dels forners i fabricants de pa arreu d'Europa.

## Vida i llegendes

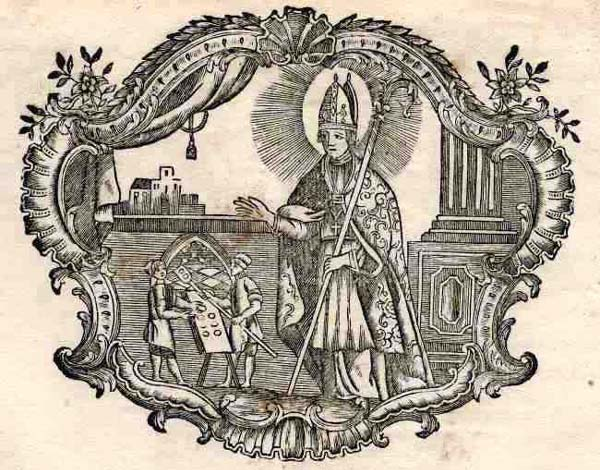
Gravat amb Sant Honorat vora un forn de pa.

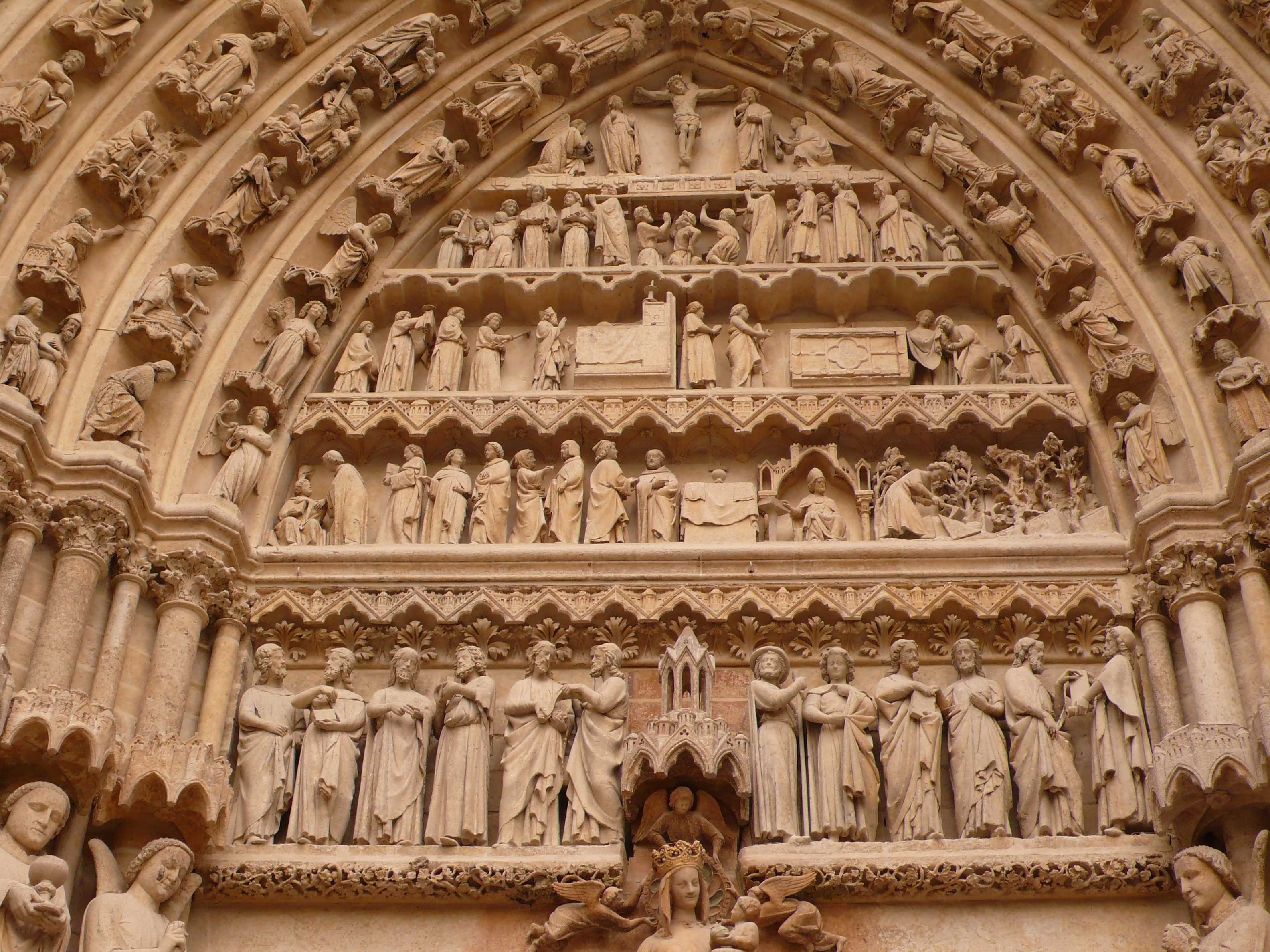
Timpà de la porta meridional de la Catedral d'Amiens, amb la vida de Sant Honorat: nomenament com a bisbe, translació de les relíquies i veneració de la seva tomba.

Nascut a Port-le-Grand (Ponthieu), prop d'Amiens, en una família noble. Va ser educat pel seu predecessor com a bisbe d'Amiens, Sant Beat. Quan el van escollir com a bisbe, volgué renunciar-hi, en no trobar-se digne de l'honor. Segons la tradició, un raig de llum d'origen diví va descendir sobre el seu cap i un oli d'origen desconegut li ungí el front: davant aquests senyals, hagué d'acceptar el nomenament.
Segons la llegenda, en assabentar-se del seu nomenament, la seva dida, que estava fent pa per a la família, no volgué creure que Honorat era el nou bisbe. Digué que només s'ho creuria si la pala de fusta que feia servir per a ficar els pans al forn feia arrels i creixia com un arbre. En posar la pala a terra, li creixeren les arrels i es transformà en una morera que donà flors i fruita. Aquest esbarzer, molt gran, encara s'ensenyava el segle xvi.
Durant el seu bisbat, va descobrir les relíquies de Victoric, Fuscià i Gencià, que feia 300 anys que estaven ocultes.

## Veneració
Aviat va ser venerat a tot França amb notícies de nombrosos miracles quan el seu cos va ser exhumat el 1060. Les seves relíquies van ser invocades contra la sequera. El bisbe Guiu, fill del Comte d'Amiens, ordenà treure-les en processó al voltant de les muralles de la ciutat, durant una gran sequera, i la pluja va caure-hi poc després.
En 1202, un forner anomenat Renold Theriens (Renaud Cherins) va donar a la ciutat de París unes terres per tal que es fes una capella en honor del sant. La capella esdevingué una de les més riques de París i donà nom al carrer del Faubourg Saint-Honoré. En 1400, els forners i flequers de París n'establiren el gremi a l'església de Sant Hoonrat, consolidant la festa el 16 de maig i difonent-ne el culte.
A Catalunya, és també patró dels forners i flequers, des de l'Edat Mitjana. Deia la tradició que havia estat forner i havia inventat el procediment per a fer el pa de tres crostons. Els forners també veneraven Sant Gem i l'inexistent Sant Joan del Pa, i abans havien tingut per patró Sant Elm. A València, els forners tenen com a patrona la Mare de Déu dels Desamparats, i a Castelló de la Plana, la Mare de Déu del Lledó.